# Багерія
Багерія, Баґерія (італ. Bagheria, сиц. Baarìa) — місто та муніципалітет в Італії, у регіоні Сицилія,  метрополійне місто Палермо.
Багерія розташована на відстані близько 440 км на південь від Рима, 13 км на схід від Палермо.
Населення — 55 615 осіб (2014).
Щорічний фестиваль відбувається 19 березня. Покровитель — San Giuseppe.

## Демографія
Населення за роками:

Станом на 1 січня 2023 року в муніципалітеті офіційно проживало 586 іноземців з 61 країни, серед них 215 громадян країн Євросоюзу та 7 громадян України.

## Сусідні муніципалітети
- Фікарацці
- Мізільмері
- Санта-Флавія